# Noel Edmonds

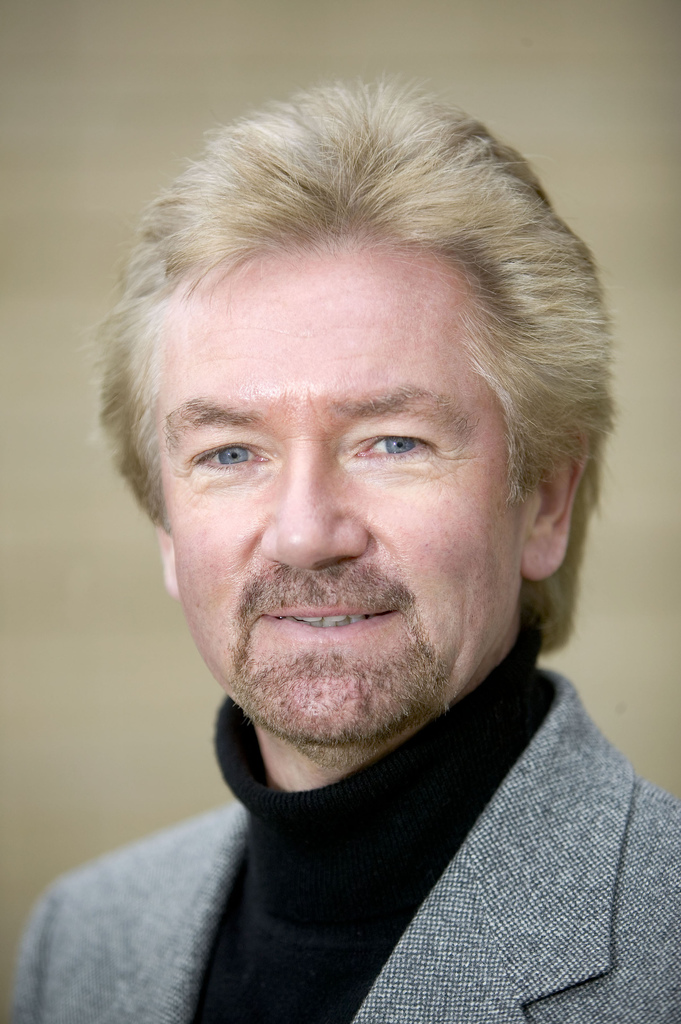
Noel Edmonds (2006)

Noel Edmonds (* 22. Dezember 1948 in Ilford, Essex) ist ein britischer Fernseh- und Radio-Moderator im Bereich der leichten Unterhaltung. 

## Leben
Seine Moderatorentätigkeit begann Noel Edmonds bei Radio Luxemburg, 1969 wechselte er zum BBC Radio 1 in Großbritannien. Als Fernsehmoderator war er in dem englischen Original von Top of the Pops in den 1970er Jahren und der Kindersendung Multi-Coloured Swap Shop zu sehen. In den 1980er Jahren moderierte er leichte Unterhaltungsformate wie The Late Late Breakfast Show, Telly Addicts und seine Noel Edmonds Saturday Roadshow. In den 1990er Jahren erreichte er seine größte Popularität mit seiner Sendung Noel’s House Party.
Nach einem kurzen Comeback beim Radio wurde er von 2005 bis 2016 Moderator bei der englischen Version von Deal or No Deal bei Channel 4. 2018 war er in der englischen Ausgabe von „I’m a Celebrity … Get Me Out of Here!“ zu sehen. 